# Piccolo münsterländer
Il piccolo munsterlander è un cane da ferma adatto alla caccia su tutti i tipi di terreno.
Cane di taglia media, elegante e dalla corporatura forte, il Kleiner Münsterländer è il più piccolo dei cani da ferma tedeschi e, a dispetto del nome, non deriva dal grande münsterländer.

## Origini
La razza deriva quasi certamente da cani da caccia di taglia media utilizzati in epoca medievale in Vestfalia, e poi soppiantati da razze di taglia maggiore.
Nei primi anni del '900 alcuni allevatori appassionati (fra i quali il poeta Hermann Löns e suo fratello Edmund) tentarono il recupero della razza partendo dai pochi esemplari rimasti di una razza chiamata Heidewachtel. La selezione del Kleiner Münsterländer continuò negli anni attraverso l'incrocio con cani francesi di taglia uguale, sino a giungere allo standard fissato dal dottor Friedrich Jungklaus nel 1921.

## Caratteristiche fisiche
La testa è asciutta, leggermente convessa, con stop poco accentuato, muso lungo, canna nasale diritta e tartufo marrone.
Gli occhi sono di colore marrone scuro, mentre le orecchie, inserite alte e larghe, pendono ben aderenti alla testa.
Il mantello è formato da pelo mediamente lungo, liscio, folto, impermeabile, e di colore bianco e marrone (ammesse macchie rossicce su muso e occhi).
La coda, inserita alta e con lungo pennacchio, è leggermente incurvata verso l'alto.

## Temperamento
Docile, vivace, duttile e abile nell'apprendimento, il piccolo munsterlander, oltre ad essere un buon cane da caccia, è inoltre un piacevole animale da compagnia.